# Rising Sons featuring Taj Mahal and Ry Cooder
Rising Sons:Featuring Taj Mahal and Ry Cooder è un album del gruppo di Rock-Blues e Folk dei Rising Sons, ripubblicato dalla Columbia Records nel 1992. I Rising Sons furono un effimero quintetto di folk-rock blues, fondato nel 1964 da Taj Mahal e Ry Cooder, questa band prima del suo scioglimento, registrò diversi brani che rimasero inediti per quasi trent'anni. I brani 18, 19 e 20 furono sovraincisi con una nuova aggiunta vocale di Taj Mahal nel giugno del 1992 a New York.

## Tracce
1. Statesboro Blues – 2:23 (Willie McTell) – Registrato il 9 settembre 1965
2. If the River Was Whiskey (Divin' Duck Blues) – 2:41 (Sleepy John Estes) – Registrato il 1º dicembre 1965
3. By and By (Poor Me) – 3:31 (Charley Patton) – Registrato il 12 maggio 1966
4. Candy Man – 2:04 (Reverend Gary Davis) – Registrato il 6 ottobre 1965
5. 2:10 Train – 4:09 (Linda Albertano, arrangiamento di Ry Cooder) – Registrato il 12 maggio 1966
6. Le the Good Times Roll – 2:43 (Shirley Goodman, Leonard Lee) – Registrato il 28 febbraio 1966
7. 44 Blues – 3:22 (Willie Dixon) – Registrato il 1º dicembre 1965
8. 11th Street Overcrossing – 2:12 (Jesse Lee Kincaid) – Registrato il 12 maggio 1966
9. Corrin, Corrina – 2:55 (Brano tradizionale) – Registrato il 6 ottobre 1965
10. Tulsa County – 2:42 (Pamela Polland) – Registrato il 7 dicembre 1965
11. Walkin' Down the Line – 2:13 (Bob Dylan) – Registrato il 9 settembre 1965
12. The Girl with Green Eyes – 2:14 (Jesse Lee Kincaid) – Registrato il 9 settembre 1965
13. Sunny's Dream – 3:01 (Jesse Lee Kincaid) – Registrato il 12 maggio 1966
14. Spanish Lace Blues – 2:12 (Jesse Lee Kincaid) – Registrato il 18 maggio 1966
15. The Devil's Got My Woman – 3:05 (Skip James) – Registrato il 19 ottobre 1965
16. Take a Giant Step – 2:54 (Gerry Goffin, Carole King, arrangiamenti di Barry Hansen, Terry Melcher e Rising Sons) – Registrato il 25 marzo 1966
17. Flyin' so High – 3:05 (Jesse Lee Kincaid) – Registrato il 1º dicembre 1965
18. Dust My Broom – 3:03 (Robert Johnson) – Registrato il 2 dicembre 1965 e il 19 giugno 1992
19. Last Fair Deal Gone Down – 2:38 (Robert Johnson) – Registrato il 3 dicembre 1965 e il 19 giugno 1992
20. Baby, What You Want Me to Do? – 2:54 (Jimmy Reed) – Registrato il 19 ottobre 1965 e il 19 giugno 1992
21. Statesboro Blues (Version2) – 2:24 (Willie McTell) – Registrato il 9 settembre 1965
22. I Got a Little – 2:07 (Jesse Lee Kincaid) – Registrato il 28 dicembre 1965

## Musicisti
- Ry Cooder - voce, chitarra a 6 & 12 corde, chitarra bottleneck, chitarra slide, mandolino, dobro
- Taj Mahal - voce, armonica, chitarra, pianoforte
- Jesse Lee Kincaid - voce, chitarra
- Gary Marker - basso
- Kevin Kelley - batteria, percussioni
- Jesse Lee Kincaid - arrangiamenti (brani: 1, 3, 9 & 21)
- "Rising Sons" - arrangiamenti (brani: 2, 4, 15, 16, 18 & 19)
- Taj Mahal - arrangiamenti (brani: 1, 3, 9 & 21)